# Encanto (Brazilië)
Encanto is een gemeente in de Braziliaanse deelstaat Rio Grande do Norte. De gemeente telt 5.365 inwoners (schatting 2009).